# Sheikh Rajibul Islam
Sheikh Rajibul Islam ist ein bangladeschischer Kameramann, der sowohl im Spiel- als auch im Dokumentarfilmbereich tätig ist.
Rajibul hat als Kameramann in vielen Ländern gearbeitet. Internationale Anerkennung erlangte er für „Doob – No Bed of Roses“ (2017), für den er 2018 bei den Jio Filmfare Awards (East) in Indien für die beste Kamera nominiert wurde.

## Filmografie
- 2010: Shipwreck
- 2010–2011: Bishaash  (BBC drama series)
- 2011: Historias de Dhallywood
- 2013: The Guest
- 2013: Shunte Ki Pao! (Are You Listening!) (Co-cinematographer)
- 2015–2017: Ujan Ganger Naiya
- 2016: What Did All This Have to Do with God
- 2017: Doob: No Bed of Roses, Regie: Mostofa Sarwar Farooki
- 2018: Ayesha
- 2018: Sounds Good, Kurzfilm
- 2021: No Land’s Man
- 2021: Kacher Bhitor Ochin Pakhi Bengali
- 2022: Mohanagar, TV-Serie (9 Folgen)
- 2023: Unish 20
- 2023: Bangamata, Kurzfilm
- 2024: Rajkumar by Shakib Khan

## Auszeichnungen und Nominierungen
- Sony World Photography Awards / Sony Production Award – 2013: Gewinner
- Mumbai International Film Festival (MIFF) – 2014: Preis für die beste Kamera
- Pictures of the Year International (PoYI) – 2016: 1. Platz, Multimedia-Ausgabe
- Filmfare Awards (Ost) – 2018: Nominiert für „Doob – Kein Rosenbett“[2]